# 比推力
比推力（ひすいりょく、specific impulse、Isp）は、ロケットエンジン（ジェットエンジンに対しても定義できる）の推進剤効率を示す尺度であり、推進剤の質量流量に対する推力の大きさを示す。
定義は「推力tf/（推進剤質量流量t/s・地球の重力加速度m/s2）」で、単位は秒である。ノズルの適正膨張を仮定すれば、「噴射速度を重力加速度で割った物」という物理的な意味を持つ。言葉を換えれば、
「単位質量の推進剤で単位推力を発生させ続けられる秒数」
となり、これは例えば「地球の地表の場合であれば、1トンの推進剤を噴射することで1トンの物を、その重量に抗して空中に支えるだけの垂直推力を維持できる秒数」といえる。あるいは、「1秒間に噴射する推進剤の質量の何倍の質量の物体を地球上の空中でホバリングさせられるか」という意味ともとれる。この場合、推進剤以外のロケットの質量は全く関係が無く、噴射に伴って推進剤が減ることも考慮しない。（力の基準として地球の重力加速度を使っているため「地球の地表の場合」や「重量」という表現が使われる数字になってしまうが、ロケットエンジンの性能の指標的な意味としては、前述の「噴射速度」として、地球と無関係に成立する。直感的に説明すると、噴射速度が速ければ速いほど、単位時間当たりの推進剤質量流量が小さくても、同じかそれ以上の推力を発生させることができる、という意味で、ある種の「燃費」のような指針と言える。）
ロケットエンジンやロケットモーターの質量も関係せず、少量で軽い推進剤を高速で噴射するほど比推力は向上する。推進器が推進剤を消費する効率について、多種多様な推進器同士の比推力を比べることは意味を持つが、推進器や燃料タンクの質量は考慮されていないため推進剤効率以外の性能や経済性は示していない。
推進器の性能は、比推力ばかりでなく補機類を含む推進器の質量をふまえた推力重量比も重要であり、総合的には、信頼性、安全性、さらには製造コストといった経済性も総合的な性能に含まれることがある。

## 有効排気速度
重力加速度・Isp＝有効排気速度m/s

## 宇宙船の出力
推力・Isp＝宇宙船の出力N・s

## 推進エンジンの動作原理ごとの比推力
- 固体燃料ロケット：200–300秒
- 液体燃料ロケット：300–460秒
- ラムジェットエンジン：500–1500秒

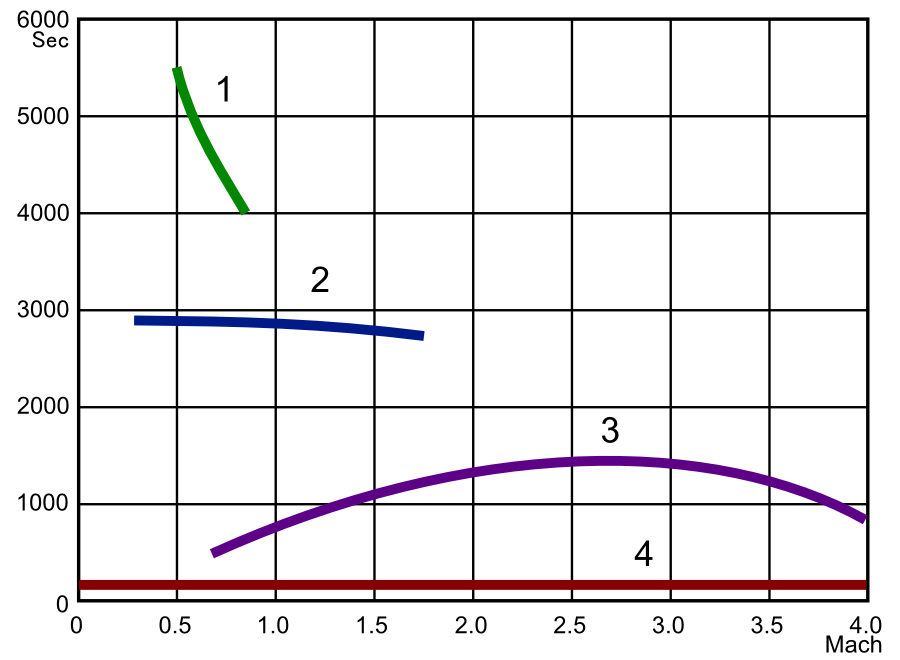
比推力と速度の関係図
縦軸：比推力 横軸：マッハ数
1. レシプロ・エンジン 2. ターボジェット・エンジン 3. ラムジェット・エンジン4. ロケット・エンジン

- ターボジェットエンジン：2300–2900秒
- レシプロエンジン：3500–5500秒[2]
- 原子力ロケット：最大1000秒（推定）
- 電気推進：数千秒–1万秒（推定）
- 核融合推進：数万秒（推定）

## 注
1. ↑  現在のほとんどの実用的エンジンが燃料（と酸化剤）の反応後の廃棄ガス（排気）をそのまま推進剤に流用するため、これを「推進剤」ではなく「燃料」としてもだいたいは合っているが、純粋なロケット力学的には、全く燃料ではない推進剤である、ペットボトル水ロケットの推進剤である液体の水についても、比推力は算出できる。
2. 1 2  防衛技術ジャーナル編集部編 『ミサイル技術のすべて』 （財）防衛技術協会 2006年10月1日初版第1刷発行 ISBN 4990029828